# Jānis Pomers
El arzobispo Jānis (en letón: Аrhibīskaps Jānis, en ruso: Архиепископ Иоанн), nombre secular Jānis Pomers, rusificado como Iván Andreyévich Pomer (18 de enero de 1876 - 12 de octubre de 1934) fue el fundador y primer arzobispo de la Iglesia ortodoxa letona del 6 de julio de 1921 hasta su asesinato el 12 de octubre de 1934 por parte de agentes soviéticos. También estuvo involucrado en la política letona, siendo líder del Partido de los ortodoxos.
Ocasionalmente su nombre ha sido transliterado como Juan (castellanización de Jānis) o Ioann (transliteración del cirilico Иоанн).

## Biografía
Nació en una granja de la región de Vidlandia, entonces parte de la gobernación de Riga del Imperio ruso el 18 de enero de 1876 (6 de enero según el estilo antiguo), situada en la actual zona rural de Praulienas pagasts, municipio de Madona, Letonia.
Era bisnieto de un converso a la fe ortodoxa, su educación y carrera eclesial estuvo marcada por la defensa de la lengua vernácula y tradiciones más locales de la fe ortodoxa que permitieron aumentar los feligreses en la zona letona con personas que hasta el momento rechazaban la fe por asociarla con la cultura rusa.
El 11 de febrero de 1912 fue nombrado obispo por primera vez, en aquella ocasión fue obispo de Slutsk y a su vez vicario del arzobispo Mijaíl de Mogilev. De 1913 a 1917 fue obispo de Odesa, en 1917 fue durante unos meses obispo de Taganrog, otros meses fue obispo sin destino y en 1918 fue obispo de Tver y Penza, al año siguiente y hasta febrero de 1920 estaría bajo custodia bolchevique.
El 22 de junio de 1921 Pomers regresó a Letonia, llegando a Riga el 24 de junio. Tijon de Moscú, patriarca del recientemente restituido Patriarcado de Moscú reconoció la Iglesia ortodoxa letona y le confirió una amplía autonomía, al tiempo que nombró a Jānis Pommers arzobispo de Riga y toda Letonia el 6 de julio de 1921
En 1923 se aprobaron los estatutos de la iglesia ortodoxa letona. A partir de entonces, faltaba encajar la iglesia en el ordenamiento jurídico de la independizada República de Letonia. Para ello, Jānis Pomers lideró la creación junto a otros religiosos de Latgalia, donde la iglesia ortodoxa letona tenía buena popularidad entre el campesinado, para formar el partido de los ortodoxos y presentarse a las elecciones parlamentarias de 1925, donde el partido obtendría 2 escaños de los 100 de la Saeima. En 1926 Jānis Pomers presentaría una ley para el reconocimiento de la iglesia ortodoxa letona por parte de la autoridad del país que sería aprobada.
Fue reelegido diputado en las elecciones de 1928 (donde los ortodoxos obtendrían de nuevo dos escaños) y en las elecciones de 1931 (obteniendo sólo él el escaño en este caso). Sin embargo, su figura fuera de los círculos cristianos era controvertida, pues políticamente la izquierda lo consideraba un monarquista nostálgico de la época imperial rusa por su acuerdo con el Patriarcado de Moscú, los nacionalistas letones le consideraban un rusófilo y los prorrusos le consideraban un nacionalista letón.
La noche del 11 al 12 de octubre de 1934, Pomers fue asesinado en su residencia, que fue quemada tras su asesinato. Aunque no se descubrió a su asesino o asesinos, tradicionalmente se cree que fueron agentes soviéticos. El 21 de octubre fue enterrado en el cementerio del Refugio de Nuestra Señora de Riga, en una ceremonia a la que asistieron varios miles de personas de toda Letonia.

## Santificación y canonización
En 1981, la Iglesia ortodoxa rusa fuera de Rusia lo reconoció como santo. Este ejemplo pronto fue seguido por la Iglesia ortodoxa serbia. En 2001, también fue canonizado por la Iglesia Ortodoxa Letona como el «Mártir San Juan de Riga».
El 25 de septiembre, los ortodoxos letones celebran el día de conmemoración del ex arzobispo Jānis Pomers.
El 27 de mayo de 2006, la Iglesia ortodoxa de Letonia creó la Orden del Santo Peregrino de Riga Arzobispo Jānis y la medalla, que llevan el nombre de Jānis Pommers
El 12 de octubre de 2016, en el 82.º aniversario de su asesinato, Latvijas Pasts emitió un sello postal dedicado a Jānis Pommers.